# Framework Computer
Framework Computer Inc is een Amerikaanse laptopfabrikant. Het bedrijf positioneert zichzelf als een voorstander van het recht op reparatie van elektronica. De laptops zijn zo ontworpen dat ze gemakkelijk uit elkaar kunnen worden gehaald en dat consumenten zelf onderdelen kunnen vervangen. Hiervoor zijn getailleerde instructies beschikbaar op de bedrijfswebsite. Deze aanpak heeft het bedrijf lof opgeleverd van Louis Rossmann en Linus Sebastian, die laatste heeft $ 225.000 in het bedrijf geïnvesteerd. In november 2021 plaatste Time Magazine de Framework-laptop op hun lijst van de 100 beste uitvindingen.

## Producten
Om reparaties en upgrades door gebruikers mogelijk te maken, heeft Framework op haar website gedetailleerde instructies beschikbaar en een "marketplace" waar individuele onderdelen besteld kunnen worden. QR-Codes afgedrukt op onderdelen aan de binnenkant van de laptop moeten gebruikers direct naar de relevante hulp-pagina's en instructies leiden.

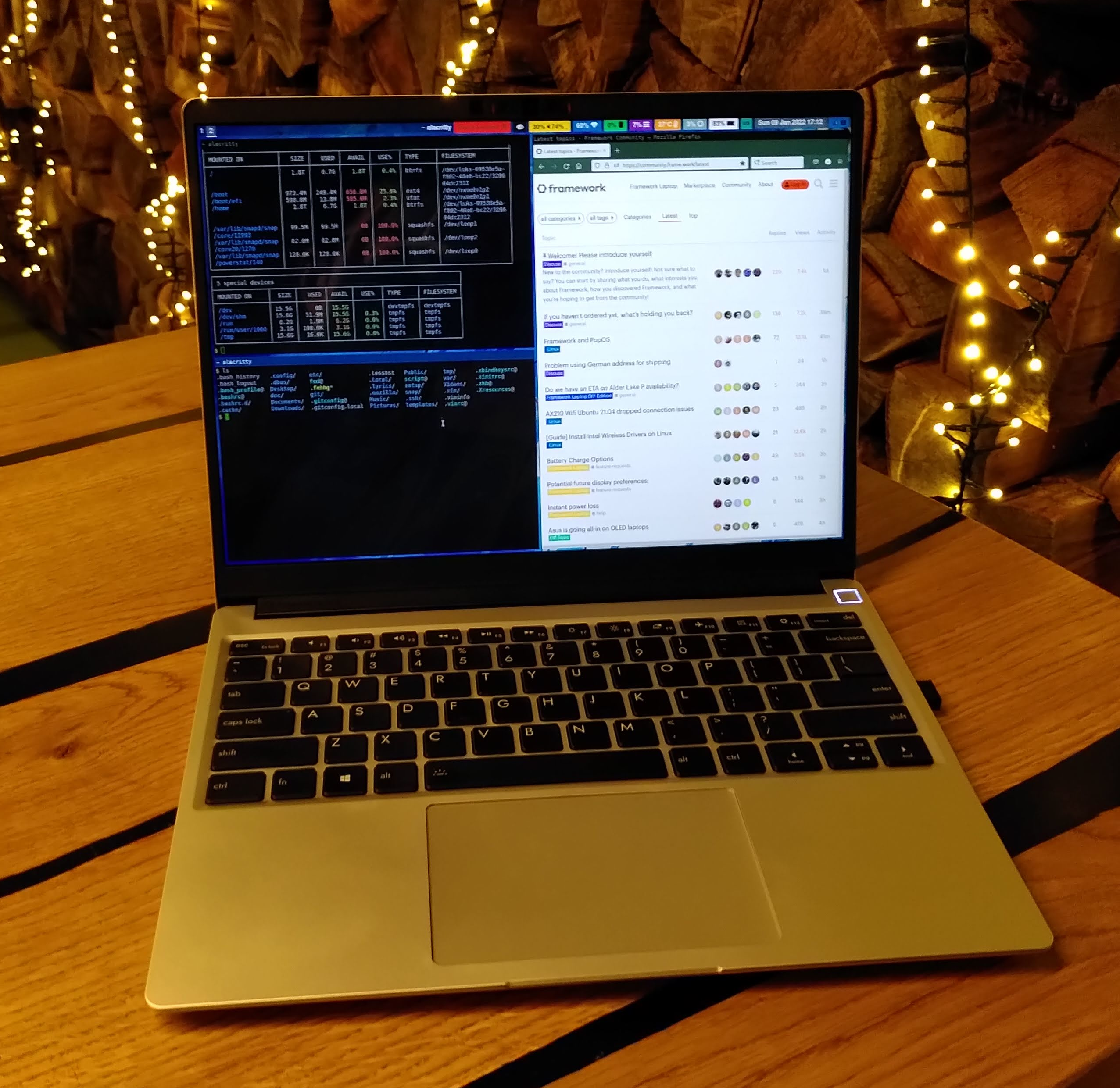
Framework Laptop

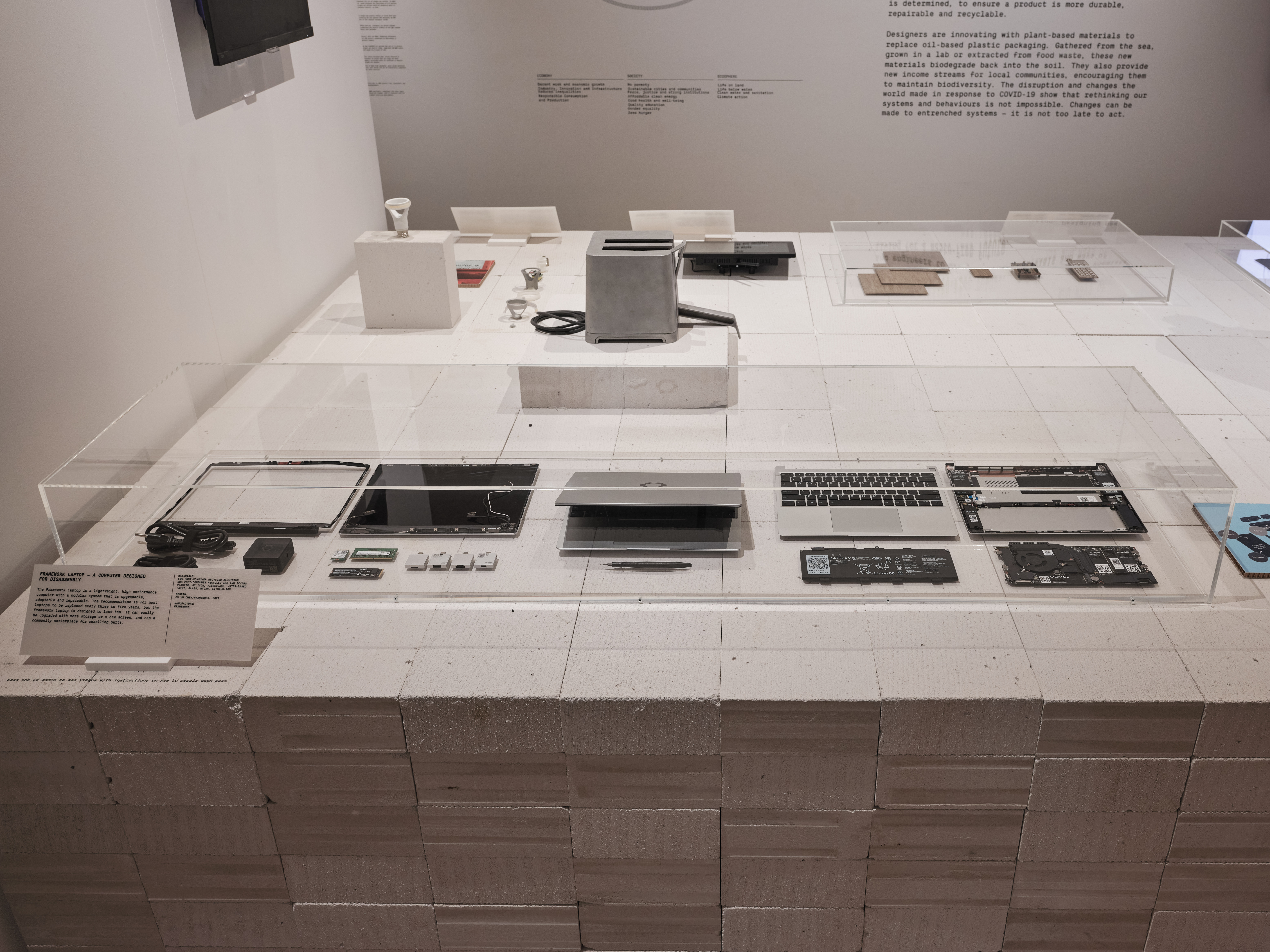
Framework laptop uitgelicht in het Design Museum.

### Framework-laptop
In juli 2021 begon Framework Computer met de levering van hun eerste Framework Laptop in de Verenigde Staten en Canada, nadat deze sinds mei 2021 als pre-order beschikbaar was. In december 2021 werd het mogelijk pre-orders te plaatsen voor het Verenigd Koninkrijk, Duitsland en Frankrijk. De Framework Laptop kreeg een score van 10, het maximaal haalbare, in de repareerbaarheidsscore van iFixit. Framework biedt de laptop zowel aan als compleet pakket met alle onderdelen geïnstalleerd, maar er is ook een "DIY-versie" beschikbaar, waarbij gekozen kan worden om wel of geen werkgeheugen, opslag of besturingssysteem aan te schaffen. In Nederland, Ierland en Oostenrijk stelde Framework de laptop beschikbaar als pre-order sinds februari 2022.

#### Specificaties
Framework biedt de volgende hardware aan in het configuratiescherm van haar webshop. Hierbij is het ook mogelijk de laptop te laten leveren zonder werkgeheugen, opslag of besturingssysteem.
- Scherm: 13,5" LCD met een resolutie van 2256 bij 1504 pixels met een verhouding van 3:2 en 100% sRGB-kleurenweergave
- Processor: keuze uit drie Intel processoren:
  - i5-1135 G7 (8 MB Cache, maximaal 4,2 GHz)
  - i7-1165 G7 (12 MB Cache, maximaal 4,7 GHz)
  - i7-1185 G7 (12 MB Cache, maximaal 4,8 GHz)
- Werkgeheugen: keuze uit 8, 16, 32 of 64 GB DDR4 of geen geheugen meegeleverd.
- Opslag: keuze uit Western Digital Black NVMe-SSDs of geen opslag meegeleverd.
  - WD_BLACK SN750 met 2 of 4 TB opslag
  - WD_BLACK SN850 met 500 GB, 1 of 2 TB opslag
- Accu: 55 Wh lithium-ion
- Webcam: 1080p 60 fps
- Voeding: 60 watt USB-C-voeding
- Besturingssysteem: keuze uit Windows 10 home, pro of geen besturingssysteem meegeleverd.
- WiFi: Intel AX210 WiFi 6E (inclusief vPro indien de i7-1185 processor gekozen wordt)
- Bluetooth: Bluetooth 5.2
- Toetsenbord: keuze uit een Internationaal-Engelse, Brits-Engelse, Franse en Duitse indeling.
- Gewicht: rond de 1,3 kg
- Dikte: 15,85 mm
- Uitbreidingskaarten: keuze uit 7 kaarten, waarvan er maximaal 4 tegelijk geïnstalleerd kunnen zijn:
  - DisplayPort poort
  - USB-A poort
  - MicroSD-kaartlezer
  - HDMI poort
  - USB-C poort
  - 250 GB of 1 TB extra opslag

#### Ingebouwde controller-firmware
Framework Laptop gebruikt gesloten BIOS firmware en open source embedded controller (EC)-firmware, die is gebaseerd op CrOS EC. In april 2021 zei het bedrijf: "Open source firmware is goed afgestemd op onze missie om producten te bouwen. We zijn momenteel gefocust om de Framework-laptop de wereld in te krijgen, en kiezen daarbij voor een pad met minder risico, waarbij de laptop gebruikmaakt van een kant-en-klaar gesloten BIOS, maar we kijken ernaar uit om dat in de toekomst te vervangen door een open alternatief.". In januari 2022 heeft het bedrijf hun EC-firmware open source gemaakt.

## Expansion Card Developer Program
Het bedrijf lanceerde het Expansion Card Developer Program om de ontwikkeling van utibreidingskaarten door derden op gang te brengen. Hiervoor heeft Framework documentatie, CAD-sjablonen en referentieontwerpen voor uitbreidingskaarten geopenbaard onder open source-licenties om het voor zowel hardwarebedrijven als individuele makers gemakkelijk te maken om nieuwe uitbreidingskaarten te ontwerpen.

## Community
Het bedrijf heeft een eigen officieel forum gehost op Discourse en een communityplatform gehost op Discord. Het bedrijf leverde pre-release hardware aan ontwikkelaars en beheerders van Fedora Project, Elementary OS, NixOS en Arch Linux om de Linux-ervaring zo soepel mogelijk te maken op Framework Laptop. Arch Linux heeft een Framework Laptop-pagina op hun wiki-site.

## Partners
In januari 2022 introduceerde Intel Framework Computer als een van hun partners op het technische evenement, CES 2022. Framework Computer vermeldde dat ze communicatie hebben met het Intel Linux WiFi-stuurprogrammateam en dat de WiFi- en Bluetooth-stabiliteit van de Framework Laptop degelijk zijn vanaf Linux-kernelversie 5.17.